# Iossif Naumowitsch Friedländer
Iossif Naumowitsch Friedländer (russisch Иосиф Наумович Фридляндер; * 15. Septemberjul. / 28. September 1913greg. in Andijon; † 31. Mai 2009 in Moskau) war ein sowjetisch-russischer Metallkundler.

## Leben
Friedländer arbeitete zunächst als Korrespondent der Komsomolskaja Prawda für Tadschikistan und kämpfte gegen die Basmatschi. Er studierte dann Metallkunde am Moskauer N.-E.-Bauman-Institut für Mechanik und Maschinenbau mit Abschluss 1937.
Ab 1936 arbeitete Friedländer im Moskauer Allrussischen Institut für Luftfahrtmaterialien (WIAM) des damaligen Volkskommissariats für Luftfahrtindustrie. Er war Initiator und anerkannter Führer der sowjetischen Entwicklungen der Aluminium- und Beryllium-Legierungen. Unter seiner Führung entstanden 1955–1956 die ersten Beryllium-Legierungen. Er entwickelte eine hochfeste Aluminium-Legierung für die Zentrifugen für die Uran-Anreicherung.
Die von Friedländer gefundenen Gesetzmäßigkeiten der Abhängigkeit der Eigenschaften von Aluminium-Legierungen von der chemischen Zusammensetzung und der aus kontrollierter Alterung resultierenden Phasenverteilung waren die Basis für die Entwicklung leistungsfähiger Strukturlegierungen, die sich durch hohe Festigkeit, Hitzebeständigkeit, Korrosionsbeständigkeit oder Schweißbarkeit auszeichneten. Er arbeitete eng mit Andrei Nikolajewitsch Tupolew zusammen. Verwendet wurden die neuen Legierungen für die Bomber Tupolew Tu-4, Tupolew Tu-16, Tupolew Tu-95, alle Tupolew-Verkehrsflugzeuge einschließlich der Tupolew-Tu-204/214-Familie und der Tupolew Tu-334, die Transportflugzeuge Iljuschin Il-86, Iljuschin Il-96-300, Antonow An-22, Antonow An-225, Antonow An-124, die Kampfflugzeuge Mikojan-Gurewitsch MiG-23, Suchoi Su-30, Suchoi Su-35, Suchoi Su-37, den Senkrechtstarter Jakowlew Jak-38, die Berijew-Wasserflugzeuge, die Energija- und Proton-Trägerraketentanks, die Beschaufelung der Turbopumpen in Raketentriebwerken und Kurzstrecken-, Mittelstrecken- und Interkontinentalraketen.
1958 wurde der Kandidat der technischen Wissenschaften Friedländer nach Verteidigung seiner Dissertation über hochfeste Aluminium-Zink-Magnesium-Kupfer-Legierungen im Moskauer Institut für Buntmetalle und Gold zum Doktor der technischen Wissenschaften promoviert. 1960 folgte die Ernennung zum Professor. Friedländer wurde 1976 zum Korrespondierenden Mitglied und 1984 zum Vollmitglied der Akademie der Wissenschaften der UdSSR gewählt (AN-SSSR, seit 1991 Russische Akademie der Wissenschaften (RAN)).
Friedländer wurde auf dem Moskauer Friedhof Trojekurowo begraben.

## Ehrungen, Preise
- Stalinpreis III. Klasse für die Entwicklung und Industrieeinführung einer neuen hochfesten Legierung (1949)
- Preis des Ministerrats der UdSSR
- Leninpreis im nichtöffentlichen Bereich für Zentrifugen (1963 mit K. N. Michailow (Kamensk-Uralski-Metallurgie-Werk (KUMS)), Jekaterina Iwanowna Kutaizewa (WIAM), F. I. Kwassow (Luftfahrtministerium), J. M. Ponagaibo (Allrussisches Institut für Leichte Legierungen (WILS)), A. J. Semjonow (WIAM), I. I. Gurjew (WILS))[4]
- Orden der Oktoberrevolution
- Orden des Roten Banners der Arbeit (zweimal)
- Ehrenzeichen der Sowjetunion (zweimal)
- Verdienstorden für das Vaterland III. Klasse[4]
- Staatspreis der Russischen Föderation für die Arbeit über superleichte Legierungen in der Raumfahrttechnik (1999)[7]